# Rissne
Rissne – skalna stacja sztokholmskiego metra, położona w gminie Sundbyberg, w dzielnicy Rissne. Na niebieskiej linii T10. Dziennie korzysta z niej około 5 700 osób.
Leży na głębokości 25–40 m pod Dragonplan, tam również znajduje się jedyne wejście. Stację otwarto 19 sierpnia 1985, posiada jeden peron z dwoma krawędziami.
Między stacją Rinkeby a Rissne znajduje się rozjazd w kierunku Hallonbergen, gdzie jeździły kiedyś składy metra (do otwarcia odcinka Huvudsta-Rissne). Na tym odcinku wybudowano również stację techniczno-postojową.
Stacja zawdzięcza swój wystrój Madeleine Dranger i Rolfowi H. Reimersowi. Na ścianach znajdują się linie czasu z opisami historii świata począwszy od trzeciego tysiąclecia p.n.e. oraz mapy i malowidła dopasowane do tekstu.

## Czas przejazdu
| Linia | Stacja          | Czas przejazdu | Stacja                                 | Czas przejazdu      |
| T10   | Hjulsta         | 7 min          | Västra skogen Fridhemsplan T-Centralen | 8 min 11 min 14 min |
| T10   | Kungsträdgården | 16 min         | Västra skogen Fridhemsplan T-Centralen | 8 min 11 min 14 min |

## Galeria

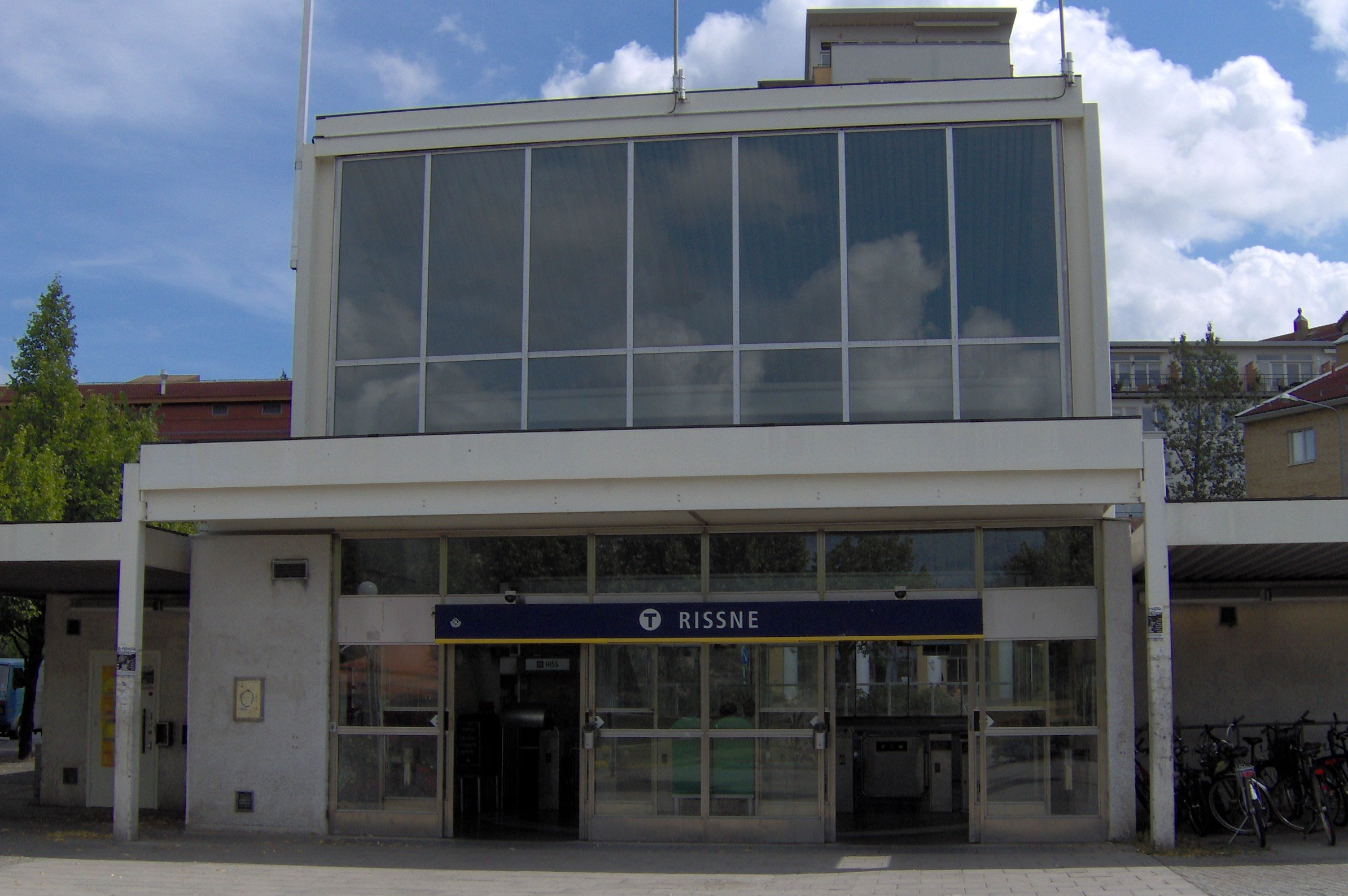
Wejście
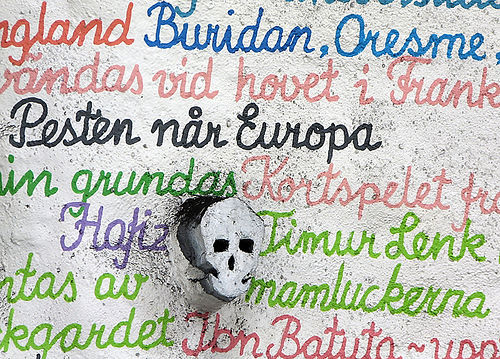

## Otoczenie
W pobliżu stacji znajdują się:
- Rissne Gård
- Rissne skola
- Rissne kyrka
- Rissnehallen